# Jaromir Radke
Jaromir Adam Radke (ur. 28 maja 1969 w Tomaszowie Mazowieckim) – polski panczenista, dwukrotny olimpijczyk.

## Wykształcenie
Jest absolwentem najstarszej tomaszowskiej szkoły technicznej wchodzącej obecnie w skład ZSP1 im. Tadeusza Kościuszki w Tomaszowie Mazowieckim.

## Kariera sportowa
Wieloletni zawodnik a obecnie członek zarządu KS Pilica Tomaszów Mazowiecki.
Na igrzyskach w Albertville (1992) zajął 16. miejsce w wyścigu na 5000 metrów oraz 14. na 10 000 metrów. Przed następnymi igrzyskami w Lillehammer (1994) był uważany za faworyta do medalu. Zawody zakończył na 7. miejscu na 5000 metrów oraz 5. na 10 000 metrów, były to najlepsze miejsca wywalczone przez reprezentanta Polski na tych igrzyskach. W kraju 26-krotnie zdobywał tytuły mistrzowskie na różnych dystansach. Karierę zakończył w 2005 roku w wieku 36 lat.